# Paralimosina kaszabi
Paralimosina kaszabi är en tvåvingeart som beskrevs av Papp 1973. Paralimosina kaszabi ingår i släktet Paralimosina och familjen hoppflugor. Arten är reproducerande i Sverige. Inga underarter finns listade i Catalogue of Life.